# Катаевское сельское поселение
Катаевское се́льское поселе́ние — муниципальное образование в Петровск-Забайкальском районе Забайкальского края Российской Федерации.
Административный центр — село Катаево.

## История
Статус и границы сельского поселения установлены Законом Читинской области от 19 мая 2004 года «Об установлении границ, наименований вновь образованных муниципальных образований и наделении их статусом сельского, городского поселения в Читинской области».

## Население
| 2010 | 2011 | 2012 | 2013 | 2014 | 2015 | 2016 |
| ---- | ---- | ---- | ---- | ---- | ---- | ---- |
| 860  | ↘858 | ↘835 | ↘806 | ↘795 | ↘793 | ↘774 |
| 2017 | 2018 | 2019 | 2020 | 2021 |      |      |
| ↘761 | ↘749 | ↘734 | ↘723 | ↘674 |      |      |

## Состав сельского поселения
| № | Населённый пункт | Тип населённого пункта       | Население |
| - | ---------------- | ---------------------------- | --------- |
| 1 | Кандобаево       | село                         | ↘16       |
| 2 | Катаево          | село, административный центр | ↘553      |
| 3 | Обор             | село                         | ↘157      |